# صالح السعيد (لاعب كرة قدم مواليد 1994)
صالح السعيد مواليد 9 مارس 1994 في السعودية، هو لاعب كرة قدم سعودي لعب سابقاً في نادي هجر.